# José Lugo
José A. Lugo Adames (nacido el 10 de abril de 1984 en San Pedro de Macorís) es un lanzador dominicano de ligas menores que se encuentra en la organización de los Bravos de Atlanta.
Lugo firmó con los Atléticos de Oakland el 30 de enero de 2002. Durante cuatro temporadas en su organización, acumuló un récord de 14-6. Los Mellizos de Minnesota seleccionaron a Lugo en el Draft de la Regla 5 después de la temporada 2005. Dividió el 2006 entre los equipos Elizabethton Twins y Beloit Snappers, terminando con récord de 8-4 con una efectividad de 3.56 en 13 aperturas con Elizabethton y 1-4 con una efectividad de 4.45 en 22 apariciones como relevista con Snappers. Con Beloit Snappers de nuevo en 2007, terminó con récord de 5-6 con una efectividad de 4.32 en 40 partidos (siete como abridor). En 2008, lanzó para Fort Myers Miracle, haciendo 51 apariciones como relevista y terminando con récord de 2-6 con una efectividad de 4.04.
El 11 de diciembre de 2008, Lugo fue adquirido por los Reales de Kansas City en el Draft de la Regla 5, y el mismo día fue canjeado a los Marineros de Seattle por dinero en efectivo. Fue enviado a los Mellizos de Minnesota el 1 de abril de 2009 y finalmente a los Bravos en 2011.